# Коля, Поль
Поль Рене Коля (фр. Paul René Colas; 6 мая 1880, Париж — 9 сентября 1956, Париж) — французский стрелок, чемпион и призёр летних Олимпийских игр.
Коля принял участие в четырёх Олимпийских играх, и на первых из них в 1908 году в Лондоне соревновался в трёх дисциплинах. Он стал бронзовым призёров в командной стрельбе из малокалиберной винтовки, а также занял 25-е и 28-е места в одиночной стрельбе из винтовки на 300 метров и 1000 ярдов соответственно.
На следующих летних Олимпийских играх 1912 в Стокгольме Коля участвовал в пяти соревнованиях по стрельбе из произвольной и армейской винтовок. В первом виде он стал чемпионом среди отдельных спортсменов и занял четвёртое место среди команд. В стрельбе из другого вида оружия он занял первое место на дистанции 600 метров, 22-е на 300 метров и пятое среди сборных.
Через восемь лет на летних Олимпийских играх 1920 в Антверпене Коля, выступая в стрельбе из произвольной винтовки, занял 33-е место в индивидуальном соревновании и седьмое в командном.
В следующих последних своих летних Олимпийских играх 1924 в родном Париже Коля стал серебряным призёров в стрельбе из винтовки среди команд.
Коля, участвуя в чемпионатах мира, стал шестикратным призёром в стрельбе из винтовки.